# The Rascals
The Rascals, inizialmente conosciuti come The Young Rascals, sono stati un gruppo statunitense di soul bianco attivo tra il 1965 ed il 1972, ricostituitosi nel 2012 per alcuni concerti a New York e nel New Jersey.

## Storia dei Rascals
Il gruppo ha pubblicato alcuni singoli saliti al vertice delle classifiche nordamericane, tra cui: Good Lovin' (1966), Groovin' (1967) per quattro settimane, People Got to Be Free (1968) per cinque settimane, che raggiunsero il primo posto nella classifica Billboard Hot 100 e A Beautiful Morning (1968) il terzo posto e la meno conosciuta A Girl like You.
Il gruppo è stato introdotto nella Rock and Roll Hall of Fame nel 1997 e nella Hit Parade Hall of Fame nel 2010.

## Formazione
- Felix Cavaliere
- Eddie Brigati
- Gene Cornish
- Dino Danelli

### Altri membri
- David Brigati
- Robert Popwell
- Danny Weis

## Discografia
Album
Atlantic 8123-8148 come "The Young Rascals", Atlantic 8169 in avanti come "The Rascals"
- 1966 – The Young Rascals (Atlantic Records, 8123/SD-8123) #15
- 1967 – Collections (Atlantic Records, 8134/SD-8134) #14
- 1967 – Groovin' (Atlantic Records, 8148/SD-8148) #5
- 1968 – Once Upon a Dream (Atlantic Records, 8169/SD-8169) #9
- 1969 – Freedom Suite (Atlantic Records, SD 2-901) #17
- 1969 – See (Atlantic Records, SD-8246) #45
- 1971 – Search and Nearness (Atlantic Records, SD-8276) #198
- 1971 – Peaceful World (Columbia Records, G30462) #122
- 1972 – The Island of Real (Columbia Records, KC 31103) #180

Raccolte
- 1968 – Time Peace: The Rascals' Greatest Hits (Atlantic Records, SD-8190) #1
- 1992 – Anthology 1965-1972 (Rhino Records, 8122 71031-2) 2 CD
- 1993 – The Very Best of The Rascals (Rhino Records, R2 71277)
- 2001 – All I Really Need: The Atlantic Recordings (1965-1971) (Rhino Handmade, RHM2 7804) 6 CD

Singoli
Atlantic 2312-2463 (1965–1967) come "The Young Rascals", dal Atlantic 2493 in avanti (1968–1971) come "The Rascals"
- 1965 – I Ain't Gonna Eat Out My Heart Anymore / Slow Down (Atlantic Records, 2312) #52
- 1966 – Good Lovin' / Mustang Sally (Atlantic Records, 2321) #1
- 1966 – You Better Run / Love Is A Beautiful Thing (Atlantic Records, 2338) #20
- 1966 – Come On Up / What Is the Reason (Atlantic Records, 2353) #43
- 1967 – I've Been Lonely Too Long / If You Knew (Atlantic Records, 2377) #16
- 1967 – Groovin' / Sueño (Atlantic Records, 2401) #1
- 1967 – A Girl Like You / It's Love (Atlantic Records, 2424) #10
- 1967 – Groovin' (Spanish Version) / Groovin' (Italian Version) (Atlantic Records, 2428)
- 1967 – How Can I Be Sure / I'm So Happy Now (Atlantic Records, 2438) #4
- 1967 – It's Wonderful / Of Course (Atlantic Records, 2463) #20
- 1968 – A Beautiful Morning / Rainy Day (Atlantic Records, 2493) #3
- 1968 – People Got to Be Free / My World (Atlantic Records, 2537) #1
- 1968 – A Ray of Hope / Any Dance'll Do (Atlantic Records, 2584) #24
- 1969 – Heaven / Baby I'm Blue (Atlantic Records, 2599) #39
- 1969 – See / Away Away (Atlantic Records, 2634) #27
- 1969 – Carry Me Back / Real Thing (Atlantic Records, 2664) #26
- 1969 – Hold On / I Believe (Atlantic Records, 2695) #51
- 1970 – Glory Glory / You Don't Know (Atlantic Records, 2743) #58
- 1970 – Right On / Almost Home (Atlantic Records, 2773) #119
- 1971 – Love Me / Happy Song (Columbia Records, 4-45400) #95
- 1971 – Lucky Day / Love Letter (Columbia Records, 4-45491)
- 1971 – Brother Tree / Saga of New York (Columbia Records, 4-45568)
- 1971 – Hummin' Song / Echoes (Columbia Records, 4-45600)